# Dysoxylum beddomei
Dysoxylum beddomei är en tvåhjärtbladig växtart som beskrevs av William Philip Hiern. Dysoxylum beddomei ingår i släktet Dysoxylum och familjen Meliaceae. Inga underarter finns listade i Catalogue of Life.